# Michael Richards
Pour les articles homonymes, voir Richards.
Michael Richards, est un acteur, scénariste et producteur américain né le 24 juillet 1949 à Culver City, Los Angeles aux États-Unis.
Ayant commencé sa carrière en tant que comédien de stand-up, il débute à la télévision dans la série Fridays, diffusée sur la chaine ABC. Il est principalement connu pour son interprétation du personnage de Cosmo Kramer dans la série Seinfeld entre 1989 et 1998 pour laquelle il remporte trois Emmy Awards du meilleur acteur dans un second rôle. À la fin de Seinfeld, en 1998, Michael Richards retourne au stand-up.

## Biographie

### Enfance
Michael Richards est né à Culver City, en Californie, dans une famille catholique. Il est le fils de William Richards, ingénieur électricien d'origine écossaise et anglaise et de Phyllis Nardozzi, bibliothécaire de dossiers médicaux d'origine italienne. Son père est décédé dans un accident de voiture quand Michael Richards avait deux ans et sa mère ne s'est jamais remariée. Il est diplômé de l'école secondaire de Thousand Oaks. En 1968, il est apparu comme un candidat sur The Dating Game, mais il n'a pas été choisi. Il a été enrôlé dans l'armée des États-Unis en 1970. Il a suivi une formation de médecin et a été posté en Allemagne de l'Ouest. Après avoir été libéré, il a utilisé les avantages du G.I. Bill pour s'inscrire au California Institute of the Arts et a obtenu un baccalauréat en théâtre du Evergreen State College en 1975. Il a également eu un acte d'improvisation de courte durée avec Ed Begley Jr. Pendant cette période, il s'est inscrit au Los Angeles Valley College et a continué à apparaître dans des productions étudiantes.

## Carrière

### Seinfeld

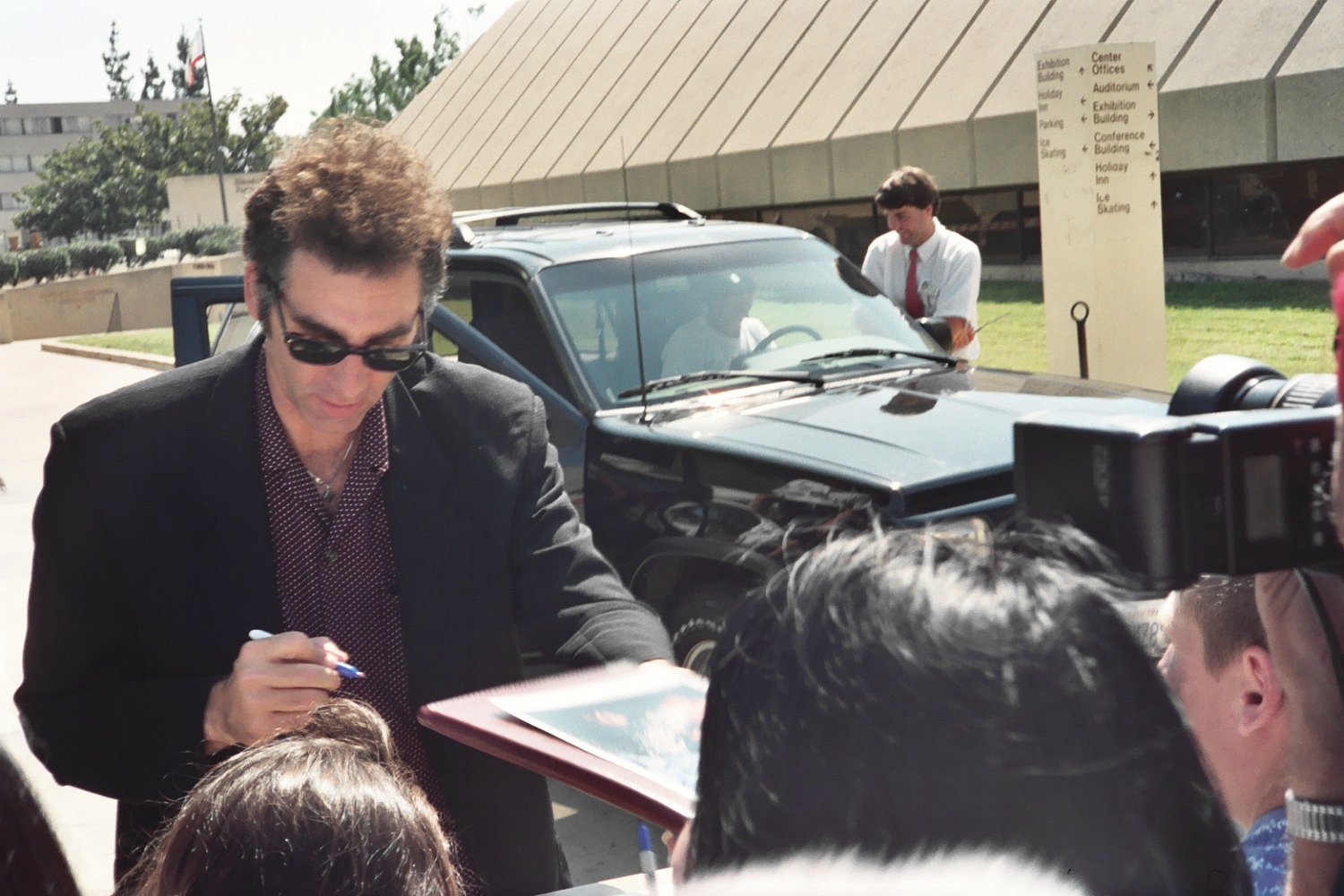
Michael Richards pendant les Emmy Awards en 1994.

En 1989, il rejoint le casting de la sitcom The Seinfeld Chronicles qui prend l'antenne sur le réseau NBC. Jerry Seinfeld et Larry David sont les cocréateurs de la série. Michael Richards y tient le rôle de Cosmo Kramer.

### The Michael Richards Show
En 2000, deux ans après la fin de Seinfeld, il a commencé à travailler sur une nouvelle série pour NBC, son premier projet majeur depuis le finale de Seinfeld. Le Michael Richards Show, pour lequel l'acteur est coscénariste et coproducteur exécutif, est une comédie où Richards joue un enquêteur privé maladroit. Cependant, après l'échec du premier pilote auprès des audiences de test, NBC a ordonné que l'émission soit transformée en une sitcom plus conventionnelle avant sa première. Après quelques semaines de mauvaises notes et d'avis négatifs, la série a été annulée.

### Incident du Laugh Factory
En 2006, alors qu'il se produit au club de music-hall Laugh Factory à West Hollywood, un groupe d'une vingtaine de personnes arrive un peu bruyamment et s'installe dans une loge au balcon. Excédé par l'attitude de ces spectateurs dont plusieurs afro-américains, Richards les prend à partie avec des propos racistes, répétant plusieurs fois le mot « nègre ». À la suite de cet incident ayant profondément marqué l'opinion, Michael Richards se retire en 2007 du stand-up pour prendre une « retraite spirituelle ». Il est fait allusion à cette altercation dans l'épisode 1 de la 11e saison de South Park, Avec nos excuses à Jesse Jackson. L'incident est à nouveau évoqué dans l'épisode 9 de la saison 6 de Les Griffin, Back to the Woods.

### Suite de sa carrière
Michael Richards participe en 2012 au talk-show animé par Jerry Seinfeld, Comedians in cars getting coffee. En 2013, Michael Richards joue dans la sitcom Kirstie, aux côtés de Kirstie Alley. La série est annulée au terme d'une unique saison. Il interprète le rôle de Daddy Hogwood dans le dernier film auquel participait Ed Asner, la comédie romantique Faith, Hope & Love.
Son autobiographie intitulée Entrances and Exits est publiée en langue anglaise, le 4 juin 2024.

## Vie privée
Richards a été marié à Cathleen Lyons, une thérapeute familiale, pendant 18 ans. Ils ont une fille, Sophia (née en 1975). Richards et Lyons se sont séparés en 1992 et ont divorcé un an plus tard. En 2010, Richards a épousé sa petite amie Beth Skipp. Ils sont ensemble depuis 2002 et ont un fils, prénommé Antonio Baz.

## Filmographie

### comme Acteur
- 1968 : Hawaï police d'État (série télévisée) : invité
- 1980 : Fridays (série télévisée) : plusieurs rôles
- 1982 : Docteurs in love (Young Doctors in Love) : Malamud Callahan
- 1983 : Herndon de Garry Marshall : Dr Herndon P. Stool
- 1984 : The House of God : Dr. Pinkus
- 1984 : The Ratings Game (TV) : Sal
- 1985 : Transylvania 6-5000 : Fejos
- 1986 : Whoops Apocalypse : Lacrobat
- 1986 : Fresno (feuilleton TV)
- 1987 : Jonathan Winters: On the Ledge (TV) : plusieurs rôles
- 1987 : Marblehead Manor (série télévisée) : Rick, le jardinier
- 1989 : UHF : Stanley Spadowski
- 1989 : Seinfeld (série télévisée, 1989–1998) :  Kessler (dans l'épisode pilote) puis Cosmo Kramer (172 épisodes)
- 1990 : Problem Child : Martin Beck
- 1992 : Dingue de toi : Cosmo Kramer (épisode 8 : L'Appartement (The Apartment))
- 1993 : Coneheads de Steve Barron : hôte d'un motel
- 1993 : So I Married an Axe Murderer : reporter
- 1994 : Airheads : Doug Beech
- 1995 : Les Liens du souvenir (Unstrung Heroes) : Danny Lidz
- 1996 : Weird Al' Yankovic: The Videos (vidéo) : Stanley Spadowski (UHF)
- 1996 : Ellen's Energy Adventure : homme des cavernes découvrant le feu
- 1996 : London Suite (TV) : Mark Ferris
- 1997 : Redux Riding Hood : The Wolf (voix)
- 1997 : Le Plus Fou des deux (Trial and Error) : Richard 'Ricky' Rietti
- 1999 : Toy Story 2 : Poulet (voix)
- 2000 : The Michael Richards Show (série télévisée) : Vic Nardozza
- 2000 : David Copperfield (TV) : Mr. Wilkins Micawber
- 2005 : Wah-Wah
- 2007 : Bee Movie : Bud Ditchwater (voix)
- 2009 : Larry et son nombril (Curb Your Enthusiasm) : Michael Richards (3 épisodes)

### comme Producteur
- 2000 : The Michael Richards Show (série télévisée)

## Récompenses et nominations

### Récompenses

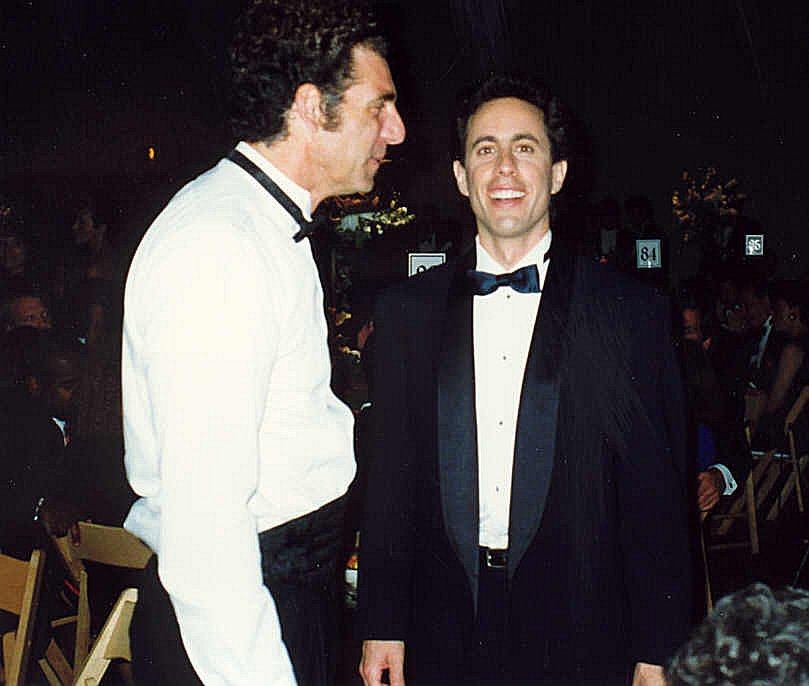
Avec Jerry Seinfeld aux Emmy Awards 1992.

- Emmy Awards 1993 : Meilleur acteur dans un second rôle pour la série Seinfeld
- Emmy Awards 1994 : Meilleur acteur dans un second rôle pour la série Seinfeld
- Emmy Awards 1997 : Meilleur acteur dans un second rôle pour la série Seinfeld
- Screen Actors Guild Awards 1994 : Meilleure distribution - Comédie pour la série Seinfeld
- Screen Actors Guild Awards 1996 : Meilleure distribution - Comédie pour la série Seinfeld
- Screen Actors Guild Awards 1997 : Meilleure distribution - Comédie pour la série Seinfeld

### Nominations
- American Comedy Award 1996 : Second rôle le plus marrant dans un film pour Les Liens du souvenir